# Kiorr jezik
Kiorr jezik (col, con, saamtaav, samtao, samtao 2; ISO 639-3: xko), austroazijski jezik kojim se služe pripadnici naroda Angku ili Kiorr (Samtao). Govori se u šest sela u laoskim provincijama Louang Nam Tha i Bokeo, i nepoznat broj u Burmi.
Jedan je od osam jezika angkujske podskupine istočnopalaunških jezika; ranije je navedena zapadna skupina.

## Vanjske poveznice
- Ethnologue (14th)